# Hans Behn-Eschenburg

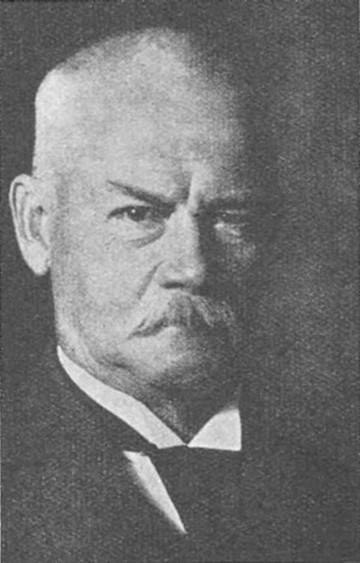
Hans Behn-Eschenburg

Hans Behn-Eschenburg (* 10. Januar 1864 in Zürich; † 18. Mai 1938 in Küsnacht) war ein Schweizer Physiker und Unternehmer. Er war 1913 bis Ende 1927 technischer Generaldirektor der Maschinenfabrik Oerlikon.

## Leben

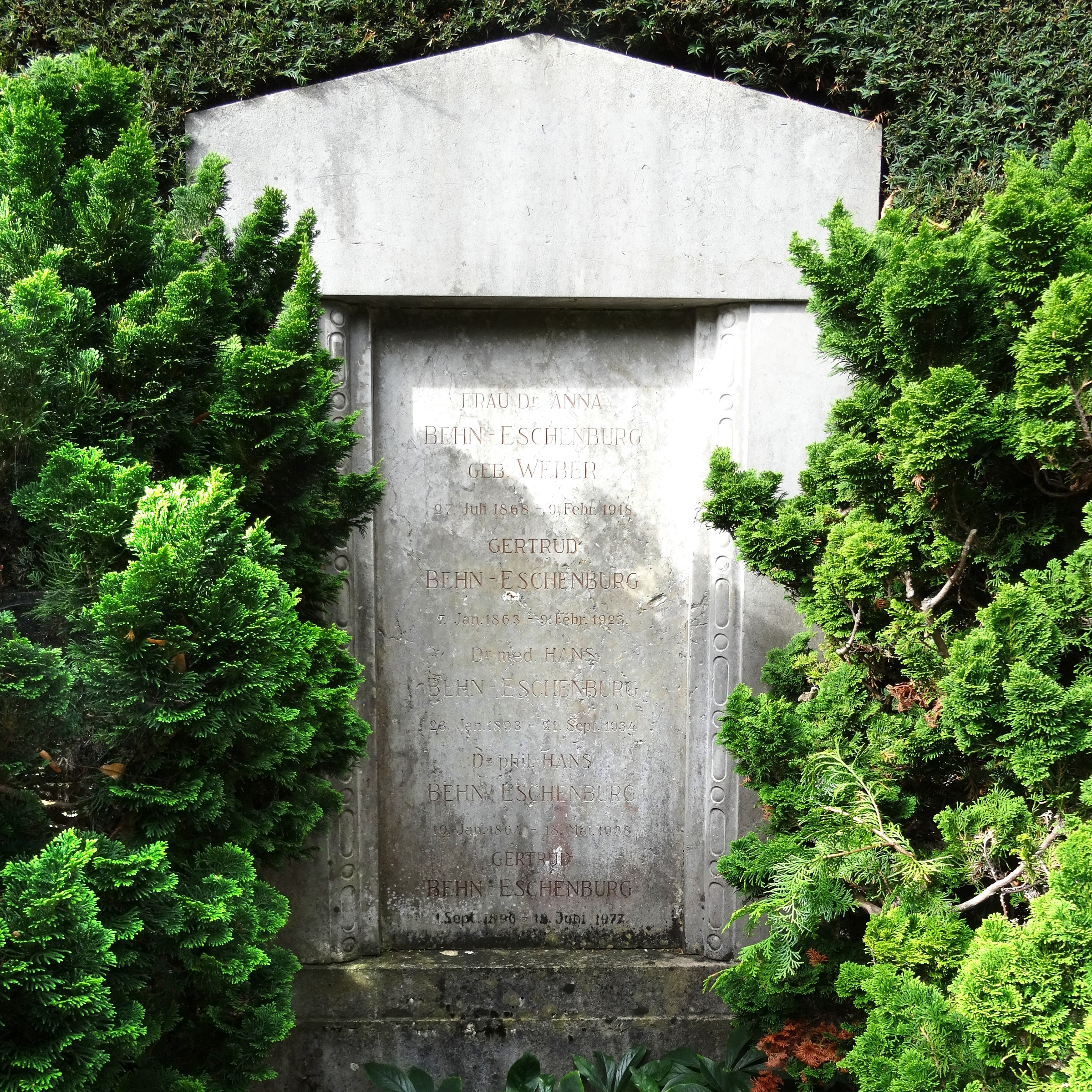
Grab, Friedhof Enzenbühl, Zürich

Hans Behn-Eschenburgs Vater war der Anglistikprofessor Hermann Behn-Eschenburg. Hans studierte in Berlin und an der philosophischen Fakultät Zürich, wo er promovierte. Als Assistent von Prof. Dr. Heinrich Friedrich Weber an der ETH Zürich wirkte er 1891 bei den messtechnischen Untersuchungen der Drehstromkraftübertragung von Lauffen am Neckar nach Frankfurt mit. Im Jahr 1892 ging er zur Maschinenfabrik Oerlikon (MFO), wo er 1897 Chefelektriker, 1910 Direktor und 1913 technischer Generaldirektor wurde. Nach seinem Rücktritt Ende 1927 blieb er der MFO bis zu seinem Tode als technischer Berater verbunden: Der Verwaltungsrat ernannte ihn 1927 zum "beratenden Ingenieur der MFO auf Lebenszeit". Ab ca. 1931 war Behn-Eschenburg selbst Vizepräsident des Verwaltungsrates. 1919 erhielt er die Ehrendoktorwürde (Dr. h. c.) der ETH Zürich.
Hans Behn-Eschenburg fand seine letzte Ruhestätte auf dem Friedhof Enzenbühl in Zürich.

## Werk
Behn-Eschenburg trug bei zur Theorie der Wechselstrom-Technik, u. a. des Asynchronmotors. Bei der Elektrifizierung der Schweizer Eisenbahn war der von ihm entwickelte Einphasen-Reihenschlussmotor mit Wendepol- und Kompensationswicklung bedeutsam, der im Einphasenwechselstrom-Versuchsbetrieb Seebach–Wettingen erfolgreich erprobt wurde. Die Maschinenfabrik Oerlikon erreichte ab 1910 dank den von ihm entwickelten Lokomotiven der Lötschbergbahn die Führungsposition bei der Einphasentraktion. Behn-Eschenburg schlug auch die Rückgewinnung elektrischer Energie von talfahrenden Zügen vor, entscheidend für die Elektrifizierung der Gotthardbahn. Der Nachlass von Hans Behn-Eschenburg befindet sich im Verkehrshaus der Schweiz in Luzern.